# Енди Коен
Ендру Џозеф Коен (енгл. Andrew Joseph Cohen; Сент Луис, 2. јун 1968) амерички је водитељ, књижевник и продуцент. Познат је као водитељ франшизе Праве домаћице.

## Биографија
Син је Евелин и Луа Коена. Има сестру Емили Розенфелд. Коен је Јевреј, са коренима у Пољској, Русији и Литванији. Године 1986. завршио је средњу школу, а потом студирао новинарство на Универзитету Бостон.
Први је декларисани геј који води вечерњу ток-шоу емисију у САД. У децембру 2018. најавио је да ће током 2019. постати отац уз помоћ сурогата. Сина Бена добио је 4. фебруара 2019, док му је ћерка Луси рођена 29. априла 2022.